# Arguello
Arguello är en ort och kommun i provinsen Cuneo i regionen Piemonte i Italien. Kommunen hade 199 invånare (2018).